# چغندر

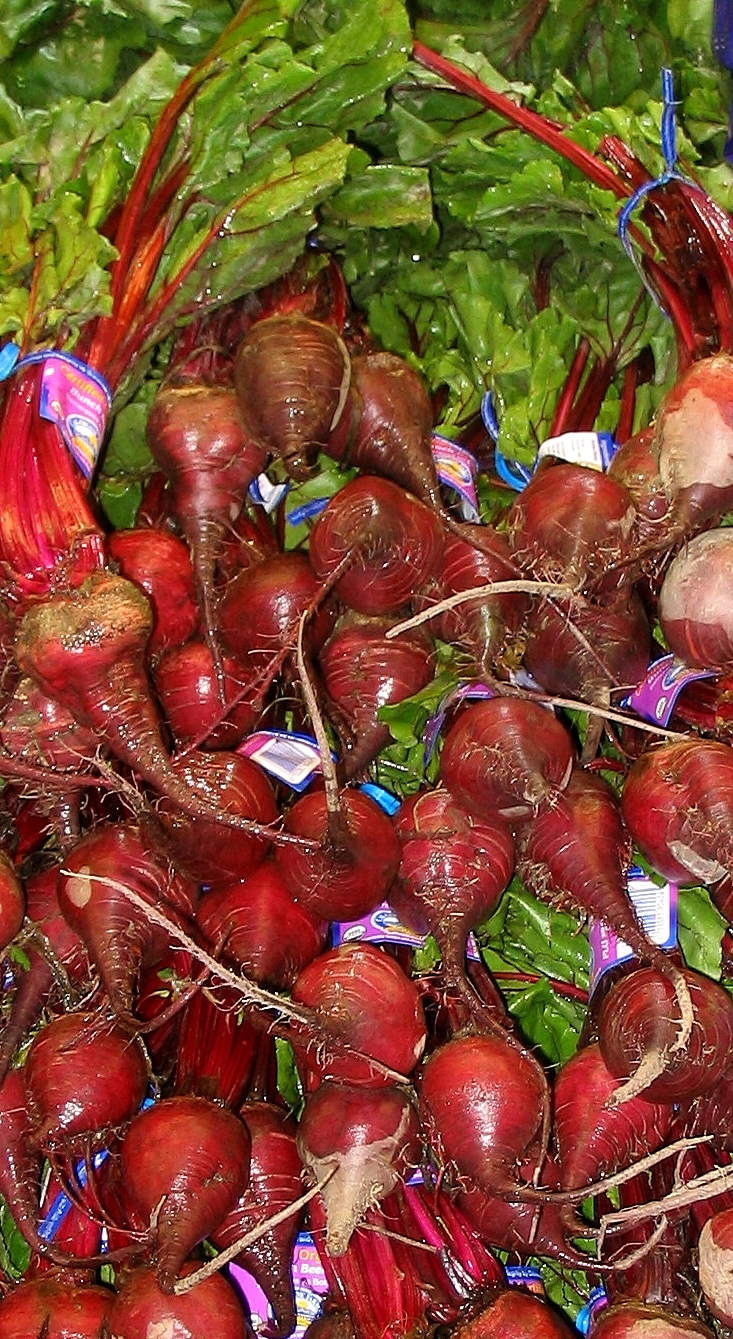
چغندر

چُغُندَر (چگندر، چندر) گیاهی از خانوادهٔ اسفناجیان، با ریشهٔ غده‌ای و قندی و برگ‌های درشت و پهن که مواد غذایی در ریشهٔ ستبرش اندوخته‌می‌شود. ریشهٔ غده‌ای و مخروطی‌شکل این گیاه کاربرد خوراکی و دارویی دارد. گونه بنام آن چغندرِ قند است که در کارخانه‌ها از آن قند می‌گیرند. تفاله یا ملیس این گونه چغندر را برای خوراک دام‌ها یا به‌جای کود در پاره‌ای از کشاورزی‌ها بکار می‌برند.
گونه دیگر آن قرمز رنگ و شیرین است که پخته آن به نام لبو خورده می‌شود و اکثرا در زمستان استفاده میشود. چغندر و برگ چغندر را برای پختن آش‌ها و بورانی‌ها گوناگون بکار می‌برند. از گونه‌ای از آن نیز قند و الکل می‌سازند. گیاهی دوساله که در سال اول برگهای گسترده دارد و ریشه آن اندوخته قندی می‌سازد و در سال دوم ساقه گلدار آن از اندوختهٔ قندی آن بهره می‌برد.
ساکارز در برگ‌های بزرگ چغندر در هنگام روز ساخته‌می‌شود و شب به ریشه می‌رود در آنجا ذخیره می‌گردد و طبقه‌های ریشه کلفت می‌گردد. رنگ ریشه‌های چغندر ممکن است زرد یا سفید یا سرخ تیره باشد.

## خواص درمانی
طبق طب سنتی خوردن چغندر، روان‌کننده معده، اشتهاآور و آرام بخش است. معده را تقویت می‌کند و اسهال خونی را متوقف می‌کند. آن را بپزید و با آب نیم گرم آن تنقیه کنید، ورم روده را درمان می‌کند. آب چغندر در کاهش فشار خون نیز موثر است.

## انواع چغندر
1. چغندری که برگ آن مصرف می‌شود و معمولاً برگ چغندر گفته می‌شود.
2. چغندری که معمولاً ریشه آن مصرف می‌شود و برگ آن جنبه علوفه دام دارد و در مصرف غذای انسانی کاربرد ندارد و سه رقم است:

الف) چغندر لبو که ریشه آن غده گرد و شلغمی شکل است و به رنگهای سرخ تیره مایل به سیاه یا سفید می‌باشد کمی شیرین است (۸ تا ۵ درصد) قند دارد و به مصرف غذایی به عنوان سبزی می‌رسد یا پخته آن به نام لبو خورده می‌شود.
ب) چغندر علوفه ای که ریشه آن دراز حجیم و شیرینی آن کم و محصول در هکتار آن زیاد به مصرف علوفه دامی می‌رسد.
ج) چغندر قند که ریشه مخروطی حجیم به رنگ زرد روشن و دارای مقدار زیادی قند است (۲۰ تا ۱۵ درصد) و از ان در کارخانجات قند برای قندگیری استفاده می‌شد. از برگ تمام انواع چغندرهای ریشه ای نیز به عنوان علوفه استفاده می‌شود.